# Castelo de Caen
O Château de Caen é um castelo situado na cidade francesa de Caen, no departamento dos Calvados (Normandia). Está oficialmente classificado como Monumento Histórico da França desde 1886.

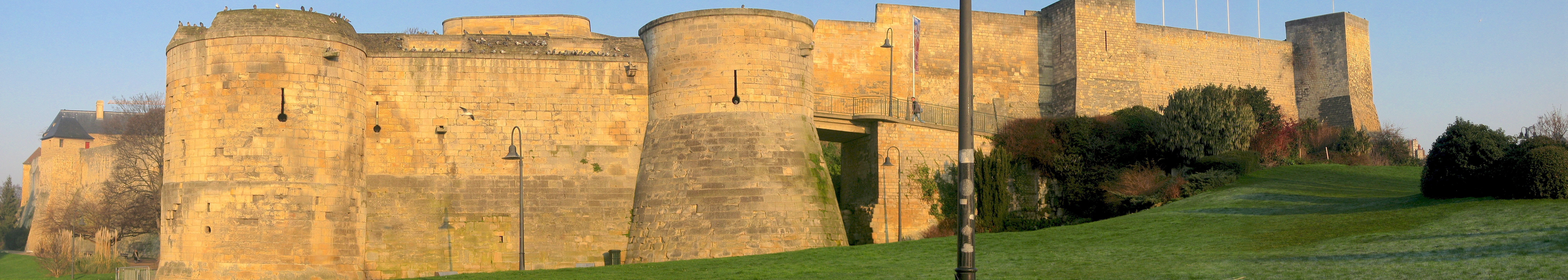
Vista panorâmica da entrada do Château de Caen (Porte sur la ville - Porta para a cidade).

## Estrutura

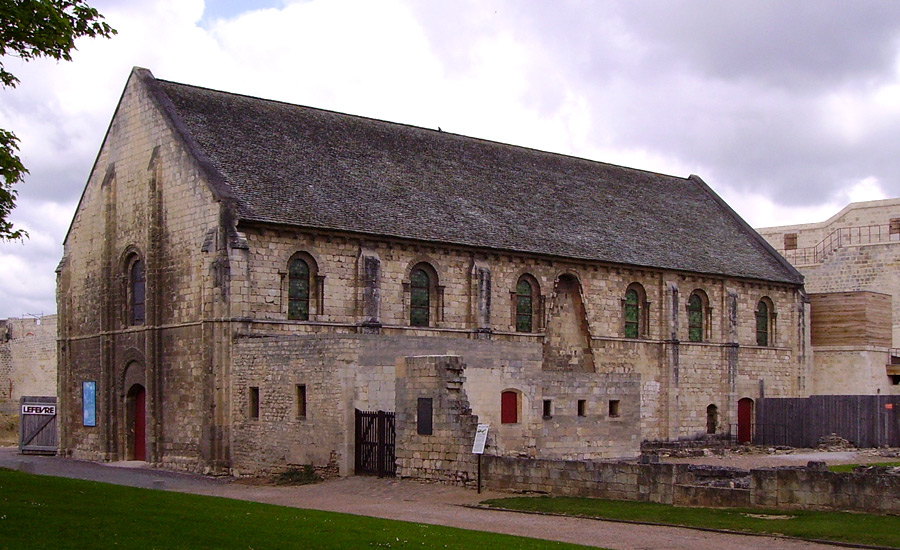
Erário Público, interior do Castelo de Caen.

O Château de Caen foi construído numa pequena elevação, encontrando-se na actualidade no meio da cidade de Caen. Com uma área de 5,5 hectares, é um dos maiores castelos da Europa Ocidental. Mantém as características essenciais da estratégia e política da Dinastia Normanda.
Actualmente o castelo serve como um museu que acolhe:
- o Musée des Beaux-Arts de Caen (Museu de Belas Artes de Caen)
- o Musée de Normandie (Museu da Normandia) juntamente com muitas exposições periódicas sobre artes e história, na residência do castelo;
- a Église Saint-Georges (Igreja de São Jorge);
- o Échiquier de Normandie (Erário Público da Normandia), usado temporariamente como galeria de exposições, onde esteve situada a corte da Normandia;
- um jardim que mostra plantas cultivadas na Idade Média.

A torre de menagem, agora arrasada, tinha uma grande secção quadrada com torres redondas em cada ângulo. Tal como o castelo, também esta era rodeada por um fosso.
O topo das muralhas oferece uma esplêndida vista sobre Caen. Algumas partes dos panos de muralhas foram construídas durante o século XII, embora a meior parte date do século XV.
O castelo possui duas portas: a porte sur la ville (porta para a cidade) e a porte des champs (porta para os campos); ambas são reforçadas por barbacãs.

## História

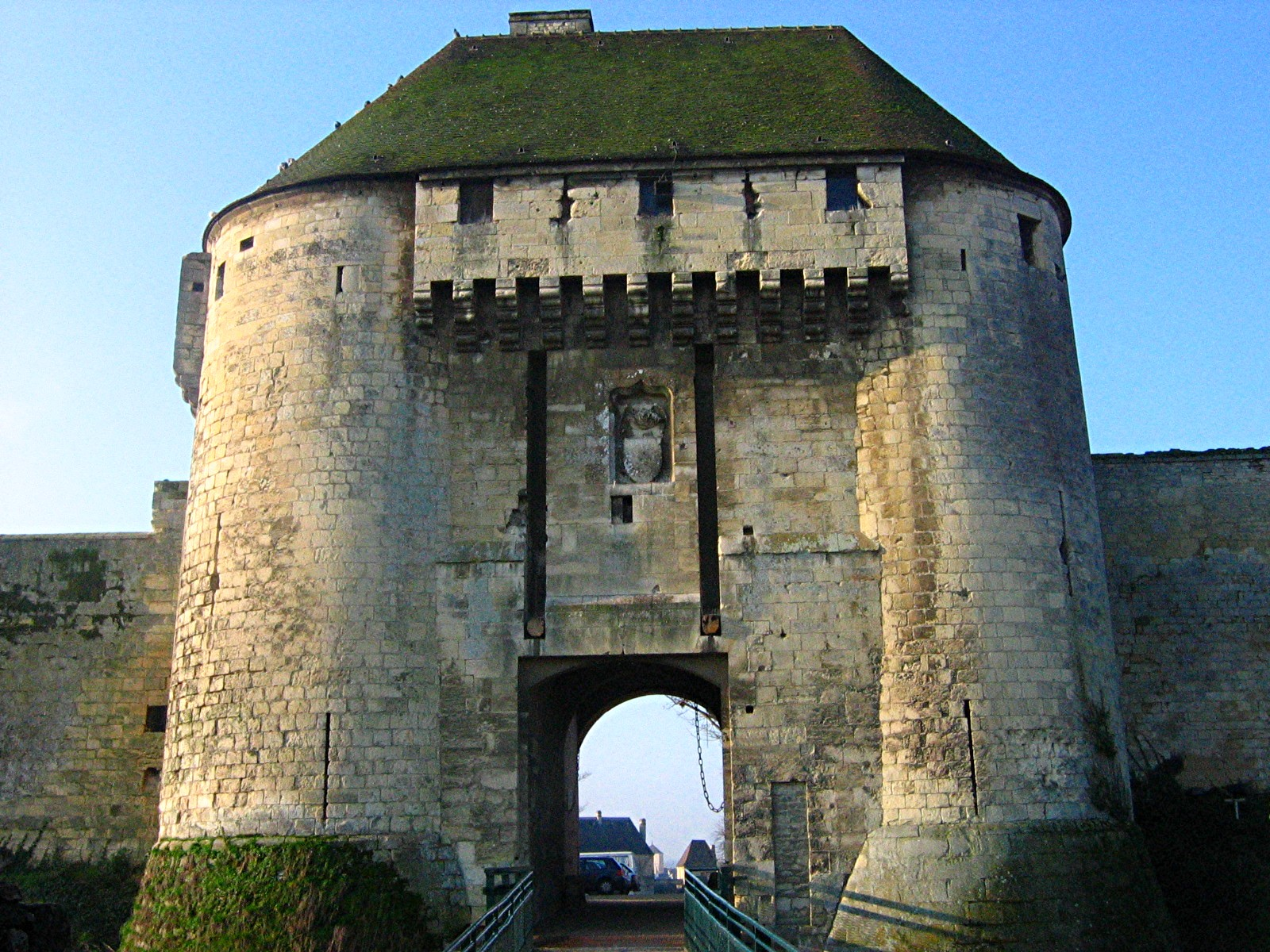
A Porte des champs (Porta para os campos) do Château de Caen.

O castelo foi construído cerca de 1060 por Guilherme o Conquistador, o qual conquistou a Inglaterra com sucesso em 1066. O seu filho, Henrique I de Inglaterra construiu no castelo a Igreja de São Jorge, uma torre de menagem (1123) e uma grande galeria para a corte ducal.
No Natal de 1182, uma Real celebração de Natal, no palácio do Château de Caen, juntou Henrique II de Inglaterra e os seus filhos, Ricardo Coração de Leão e João Sem Terra, recebendo mais de mil cavaleiros.
O Château de Caen, juntamente com toda a Normandia, foi integrado na Coroa Francesa em 1204. Filipe II reforçou as fortificações.
O castelo assistiu a vários compromissos durante a Guerra dos Cem Anos (1346, 1417, 1450).
A torre de menagem foi demolida em 1793 durante a Revolução Francesa, por ordem da Convenção Nacional.
O castelo, usado durante a Segunda Guerra Mundial como aquartelemanto, foi bombardeado em 1944 e seriamente danificado.
Em 1946, Michel de Boüard, um arqueólogo de Caen, decidiu iniciar escavações na área do castelo para trazer à luz os traços medievais. O musée des Beaux-Arts (Museu de Belas Artes), ali instalado em 1967, abriu as portas em 1971.

### Trabalhos recentes

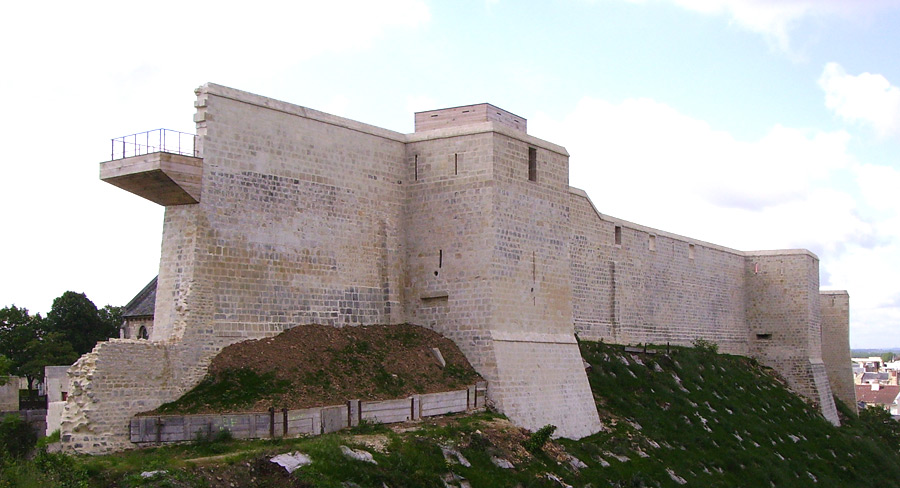
A muralha norte durante as obras de restauro.

A partir de Março de 2004, a cidade de Caen procedeu a obras de restauro das muralhas, com a ajuda financeira do Fundo para o Desenvolvimento Regional Europeu (consolidação, abertura de seteiras tapadas durante o século XIX). Foram removidos 6.000 m³ de terra, em ordem a dar uma melhor visibilidade à muralha noroeste do século XII. Esta operação revelou o porão de uma casa privada do século XV, um paiol de pólvora e e duas paredes de uma ferraria do século XIV. Também foram encontrados traços dos estábulos.
A base da torre de menagem foi limpa, ainda existindo pessoas a trabalhar nas escavações à sua volta.